# Graditelj (novine)
Graditelj je bio bosanskohercegovački list tiskan u Brčkom.

## Povijest
Prvi broj Graditelja je izašao 26. srpnja 1977. godine, na 12 stranica u formatu Brčanskih novina iz 1950.-tih. godina, koje su tiskane u poduzeću "Glas" u Beogradu. Ovaj datum je odabran kako bi se simbolično obilježio predstojeći Dan ustanka naroda i narodnosti SR Bosne i Hercegovine, ali i povodom "velike godine Titovih jubileja", kako je pisalo na naslovnoj strani. Naziv Graditelj izabran je po graditeljima pruge Brčko-Banovići, a novine su zapravo bile nastavak Brčanskih novina. Bila je jedna stanka kada u Brčkom nije bilo novine i onda je odlučeno da se pokrene gradska novina koja je izlazila dva puta mjesečno. 
List je izlazio dva puta tjedno sve do kraja 1980-ih. Redakciju su činili: Ivan Bereš, Uzeir Bukvić, Dušan Delić, Vahida Hadžić, Zejćir Hasić, Sead Hasović, Boško Lomović, Atah Mahić, Ostoja Nikolić, Nikola Pejić, Nedim Rifatbegović i Dobrila Stevanović. Zamjenik urednika bio je Ostoja Nikolić.
Graditelj nije bio samo novina. On je imao i jednu kulturnu i obrazovnu funkciju. Oko lista su se okupljali pisci, pjesnici i karikaturisti, pa je list važio je za jedne od najboljih lokalnih novina u Bosni i Hercegovini. List je kudio i hvalio vlast. Tako u jednom članku ističe se da su otvorene male knjižnice u selima Bukvik,  Zovik i Ražljevo. S druge strane pisalo se o školama u Krepšiću i Gornjem Vukšiću koje su proglašene opasnim zbog urušavanja. Molili su se građani da racionalnije koriste vodu, a zabilježena su i sjećanja Muzafera Derviševića o Brčanskim novinama.
List je distribuiran putem kioska i brčanskih radnih organizacija. Zadnji 361 broj Graditelja izašao je 30. listopada 1991. godine a 20. studenog 362 broj izlazi pod novim imenom Brčanske novine koje se gase pred rat 1992. godine.

## Vanjske poveznice
- Bukvić: Graditelj je imao kulturnu funkciju